# Edilizia scolastica
Si definisce edilizia scolastica l'attività di costruzione di edifici destinati esclusivamente all'uso scolastico. Gli edifici sono definiti per ordine di studio e per età degli alunni. Dopo la cosiddetta riforma Gelmini si distingue quindi un'edilizia scolastica per l'infanzia, per la scuola primaria, e per la scuola superiore di primo e di secondo grado.
Nell'edilizia scolastica si intendono comprese le attività che comportano un insegnamento con un coinvolgimento diretto dell'alunno. Pertanto si può estendere il campo dell'edilizia scolastica dalla scuola per l'infanzia fino agli edifici che ospitano istituti universitari; mentre gli edifici che ospitano le funzioni di asilo e nido non ricadono propriamente nella definizione di edilizia scolastica, offrendo piuttosto servizi di accudimento.
Secondo i dati dell’Anagrafe  dell’edilizia scolastica si evince che  il 53,2% degli  edifici possiede il certificato di collaudo statico; il  22,3% degli edifici senza questo certificato è costruito prima del 1970. Il 59,5% non ha quello di prevenzione incendi. Il 53,8% non ha quello di abitabilità. Il 78,6% delle scuole ha il piano di emergenza. Il 57,5%  degli edifici è dotato di accorgimenti per ridurre i consumi energetici. Le barriere architettoniche sono state rimosse nel 74,5% degli edifici.